# ولوو وی‌ان
ولوو وی‌ان (انگلیسی: Volvo VN) (همچنین به عنوان ولوو وی‌ان‌ال Volvo VNL شناخته می‌شود) یک کامیون وظیفه سنگین است که توسط سازنده خودرو سوئدی ولوو تراکس تولید می‌شود. در ابتدا در آمریکای شمالی توسعه یافت و در سال ۱۹۹۶ به عنوان نسل دوم تراکتور ولوو کلاس ۸ معرفی شد. برای مدل سال ۲۰۰۰، وی‌ان (VN) رسماً به وی‌ان‌ال (VNL) تغییر نام داد. مدل‌های دیگر شامل وی‌ان‌ام (VNM) (تا سال ۲۰۱۷) و وی‌ان‌آر (VNR) (از سال ۲۰۱۷) بودند. 
حرف ال (L) در وی‌ان‌ال (VNL) به معنای کامیون دماغ‌دار دراز، در مقایسه با حرف ام (M) در وی‌ان‌ام (VNM) به معنای کامیون دماغ‌دار متوسط و حرف آر (R) در وی‌ان‌آر (VNR) به معنای کامیون دماغ‌دار منطقه ای می‌باشد. سایر قسمت‌های نام مدل (به عنوان مثال، VNL64T760) شامل تعداد چرخ‌ها و چرخ‌های رانده شده ("۶۴")، به دنبال آن حرف تی (T) برای تراکتور (کشنده)، و پس از آن یک کد سه رقمی برای سبک اتاق است. اتاق ۳۰۰ یک اتاق روز و ۴۰۰ یک اتاق تخت خواب‌دار کوتاه است، با ۶۴۰/۶۶۰/۷۴۰/۷۶۰/۷۸۰ که نشان دهنده اتاق‌های تخت خواب‌دار کامل مختلف با سقف‌های مسطح یا بلند است. 
این اولین وسیله نقلیه تجاری ولوو بود که پس از توقف برند وایت‌جی‌ام‌سی در ایالات متحده مونتاژ شد (اگرچه ولوو تا سال ۱۹۹۷ باقیمانده منافع جنرال موتورز در کامیون‌های تراکتور (کشنده) را خریداری نکرد و بخش کامیون ایالات متحده خود را از ولوو جی‌ام (Volvo GM) به ولوو تراکس آمریکای شمالی (Volvo Trucks North America) تغییر نام داد). این محصول در حال حاضر به‌طور انحصاری فقط برای بازار آمریکای شمالی در دسترس است. 
در سال ۲۰۱۳ ولوو تراکس، بالاترین مدل در سری وی‌ان (VN) به نام وی‌ان‌اکس (VNX) را اضافه کرد. 